# Харрисон, Картер Бассетт
Картер Бассетт Харрисон (англ. Carter Bassett Harrison; 1756, Чарльз-Сити, Виргиния — 18 апреля 1808, Принс-Джордж, Виргиния) — американский политик, старший брат 9-го президента США Уильяма Генри Гаррисона и двоюродный дед 23-го президента США Бенджамина Гаррисона.

## Биография
Картер Бассетт Харрисон родился около 1756 года на плантации Беркли в округе Чарльз-Сити, Виргиния. Его родителями были Бенджамин Харрисон V (1726—1791), подписавший декларацию независимости США, и его жена Элизабет Харрисон, урождённая Бассетт (1730—1792). Картер Бассетт Харрисон был одним из семи детей в семье, среди его братьев и сестёр:
- Люси Харрисон (1749—1809), вышла замуж за Пейтона Рэндольфа (1738—1784).
- Элизабет Харрисон (1751—1791), вышла замуж за доктора Уильяма Рикмана (ок. 1731—1783).
- Энн Харрисон (1753—1821) вышла замуж за Дэвида Коуплэнда (1749—1822).
- Бенджамин Харрисон VI (1755—1799), недолгое время преуспевающий торговец, служивший в Палате делегатов Вирджинии, но умер снисходительным, проблемным молодым вдовцом.
- Сара Харрисон (1770—1812), вышла замуж за Джона Минджа.
- Уильям Генри Гаррисон (1773—1841), 9-й президент США, стал делегатом Конгресса от Северо-Западной территории, губернатором территории Индиана. На президентских выборах в США 1840 года Уильям Генри победил действующего президента Мартина Ван Бюрена, но заболел и умер всего через месяц после своего президентства. Его преемником стал вице-президент Джон Тайлер, его коллега из Вирджинии и сосед по Беркли.

Он покинул колледж, чтобы присоединиться к американской армии во время революции. Он был членом Палаты делегатов Виргинии в 1784—1786 и 1805—1808 годах. В 1787 году он женился Мэри Хауэлл Аллен, от которой у него было трое детей. Он был избран в Палату представителей США на 3-й Конгресс США и на два последующих Конгресса, работая с 4 марта 1793 года по 3 марта 1799 года. На Третьем Конгрессе он выступил в оппозиции федеральному правительству при президентах Джордже Вашингтоне и Джоне Адамсе (антиправительственная фракция), после чего стал членом Демократически-республиканской партии, основанной будущим президентом Томасом Джефферсоном. Картер Бассетт Харрисон умер 18 апреля 1808 года в округе Принс-Джордж, Виргиния в возрасте 52-х лет. 33 года спустя, в 1841 году его младший брат Уильям Генри Гаррисон был избран президентом США, но заболел и умер всего через месяц после вступления на пост президента.

## Семья
Картер Бассетт Харрисон был женат на Мэри Хауэлл Аллен, дочери полковника Уильяма Аллена (1733—1792), от которой у него было трое детей:
- Уильям Аллен Харрисон
- Бенджамин Картер Харрисон
- Анна Картер Харрисон